# Campionato di football americano del Circondario federale del Volga 2018
Il Campionato di football americano del Circondario federale del Volga 2018 è  un torneo di football americano della Russia.
Le prime due squadre classificate parteciperanno alla Coppa di Russia.

## Squadre partecipanti
| Club                        | Città           | Stadio | Sponsor ufficiale | Risultato nella stagione 2017 |
| --------------------------- | --------------- | ------ | ----------------- | ----------------------------- |
| Kazan Motors                | Kazan'          |        |                   |                               |
| Nizhnij Novgorod Raiders 52 | Nižnij Novgorod |        |                   |                               |
| Penza Phoenixes             | Penza           |        |                   |                               |
| Samara Stormbringers        | Samara          |        |                   |                               |

## Stagione regolare

### Calendario

#### 1ª giornata
| Kazan' 26 maggio 2018 | Kazan Motors | 6 – 12 (0-6 0-6 0-0 6-0) referto | Nizhnij Novgorod Raiders 52 |  |

| Samara 26 maggio 2018 | Samara Stormbringers | 21 – 8 (7-0 7-0 7-0 0-8) referto | Penza Phoenixes |  |

#### 2ª giornata
| Nižnij Novgorod 10 giugno 2018, ore 14:00 | Nizhnij Novgorod Raiders 52 | 13 – 24 referto | Samara Stormbringers | Stadion Dinamo |

| Penza 10 giugno 2018, ore 14:00 | Penza Phoenixes | 14 – 30 (0-7 0-6 6-7 8-10) referto | Kazan Motors | Stadion PGAU |

#### 3ª giornata
| Penza 23 giugno 2018, ore 16:30 | Penza Phoenixes | 0 – 26 (0-7 0-6 0-7 0-6) referto | Nizhnij Novgorod Raiders 52 | Stadion PGAU |

#### 4ª giornata
| Kazan' 1º luglio 2018, ore 15:00 | Kazan Motors | 0 – 2 referto | Samara Stormbringers |  |

### Classifica
La classifica della regular season è la seguente.
- PCT = percentuale di vittorie, G = partite giocate, V = partite vinte,  P = partite perse, PF = punti fatti, PS = punti subiti

| Pos. | Squadra                     | PCT   | G | V | N | P | PF | PS |
| ---- | --------------------------- | ----- | - | - | - | - | -- | -- |
| 1    | Samara Stormbringers        | 1.000 | 3 | 3 | 0 | 0 | 47 | 21 |
| 2    | Nizhnij Novgorod Raiders 52 | .500  | 3 | 2 | 0 | 1 | 51 | 30 |
| 3    | Kazan Motors                | .000  | 3 | 1 | 0 | 2 | 36 | 28 |
| 4    | Penza Phoenixes             | .500  | 3 | 0 | 0 | 3 | 22 | 77 |

## Verdetti
- Samara Stormbringers Vincitori del Campionato di football americano del Circondario federale del Volga 2018